# Colette Bonzo
Colette Bonzo née Colette Cambier à Saron-sur-Aube (Marne) le 10 août 1916 et morte dans le 9e arrondissement de Paris le 14 janvier 1967 est une artiste peintre française.

## Biographie
Colette Bonzo est essentiellement active à Paris, avant d'acquérir le château du Pin à Fabras en 1957. Elle est enterrée dans le cimetière de Fabras.
Certaines de ses œuvres sont conservées au château du Pin.

### Filmographie
- IMDb : Une femme en bataille (Camille Brottes - 1993).